# Josef Černý (hockey sobre hielo)
Josef Černý (Rožmitál pod Třemšínem, Protectorado de Bohemia y Moravia; 18 de octubre de 1939 - Brno,  24 de julio de 2025) fue un jugador y entrenador de hockey sobre hielo checoeslovaco que jugó en la posición de ala izquierda.

## Carrera

### Club
| Periodo   | Club           |
| --------- | -------------- |
| 1957-1958 | HC Škoda Plzeň |
| 1958-1978 | HC Kometa Brno |
| 1978-1979 | EC Graz        |

### Selección nacional
Representó a Checoslovaquia en cuatro ediciones de los Juegos Olímpicos de Invierno, donde ganó tres medallas (una de plata y dos de bronce), también participó en el Campeonato Mundial de Hockey sobre Hielo Masculino en el que ganó cinco medallas de plata y cinco de bronce.

### Entrenador
| Periodo   | Club                 |
| --------- | -------------------- |
| 1996-1997 | HC VTJ Haná Kroměříž |
| 1997-1999 | HC Kometa Brno       |
| 1999-2000 | HC Ytong Brno        |
| 2000-2001 | HC Žďár nad Sázavou  |
| 2001-2002 | HC Kometa Brno       |

## Logros

### Club
- Liga checoslovaca de hockey sobre hielo (7): 1959/60, 1960/61, 1961/62, 1962/63, 1963/64, 1964/65, 1965/66

### Individual
- Miembro del Salón de la Fama del IIHF en 2007.[2]